# 第一次利比亞內戰
第一次利比亞內戰，又称利比亚战争，在利比亞國內常稱為「2月17日革命」（阿拉伯语：ثورة 17 فبراير），是利比亚在2011年發生的武裝政變，交戰雙方為穆阿邁爾·卡達菲領導的政府和反抗卡達菲的勢力。受鄰國的「阿拉伯之春」浪潮影響，2011年2月15日开始，利比亚国内开始出现和平的反政府示威，但活动遭到政府军的武力镇压。因而引发武裝反抗，演變成為內戰。
最初的示威抗议从利比亚第二大城市班加西开始，并逐渐向全国蔓延，民众要求从1969年就已经上台统治长达42年的革命领导人穆阿迈尔·卡扎菲上校下台和进行民主变革。反對卡達菲的勢力組成“全國過渡委員會”，以推翻卡達菲的独裁统治和建立民主政体為宗旨。2月26日，聯合國安理會通過首項決議，凍結卡達菲資產，並把事件交由國際刑事法院處理。3月初，卡達菲軍進攻反对派在東部的據點班加西。3月17日，聯合國安理會再度通過決議，授權成員國在利比亞設置禁飛區，英法美等国开始武装干涉利比亚。
8月，反对派在西部發起進攻，奪取首都的黎波里，“全國過渡委員會”逐漸得到國際和聯合國承認。穆阿邁爾·卡達菲一度逃避追捕，直至10月20日在蘇爾特被殺。10月23日，“全國過渡委員會”宣告全國解放，戰鬥結束。然而利比亞隨後陷入軍閥割據和第二次內戰。

## 发生背景

### 利比亞概述
1969年，僅27歲的穆阿邁爾·卡達菲中尉通過自由軍官組織發動政變，推翻親西方的利比亞王國，並在同年9月改為共和國，取得政權後，把他的親屬和親信所屬的卡達法部落（Qaddadfa）和結盟部族領袖，安排在軍隊和政府中的重要職位上，並且非常巧妙地弱化他的競爭對手，以此来保持微妙的權力平衡、政治統治和經濟發展。
石油利益佔利比亞GDP的58%，但是政府用這些石油方面的收入來發展及壯大國內的中產階層的部分有限，所以儘管利比亞有600萬人口，但是真正能獲得利比亞石油收益只有很少一部分。1970年代政府花费巨资用于购买武器方面，并且大力赞助国外的反政府軍和恐怖分子。通过最近的调查数据显示有21%的利比亚人处于失业状态，这个数字比例在北非是最高的。
由于卡扎菲偏袒首都和周围地区的部落，所以不仅所实施的经济政策导致利比亚东部地区显得相对和更加贫穷，卡扎菲还在各方面对东部居民进行歧视和打压。
2009年利比亚的识字率是87%，2010年利比亚的人类发展指数是0.755，这些数据比邻国突尼斯和埃及要高，而且公民所受的教育和生活水平也相对要高一些；但是透明国际指出，利比亚2010年的腐败率为2.2（10為最清廉），比两个邻国要严重。
卡扎菲家族涉及石油、天然气、通讯、基本建设、酒店、媒体发行及消费品发行等诸多商业投资领域，每年都从中获取了巨额利益。而卡扎菲的家族成员在世界各地的银行竟拥有300亿美元以上的资产。
於是在邻国发生巨变后，许多利比亚民众要求利比亚政治变革的呼声更加强烈。

### 人权状况与镇压体系

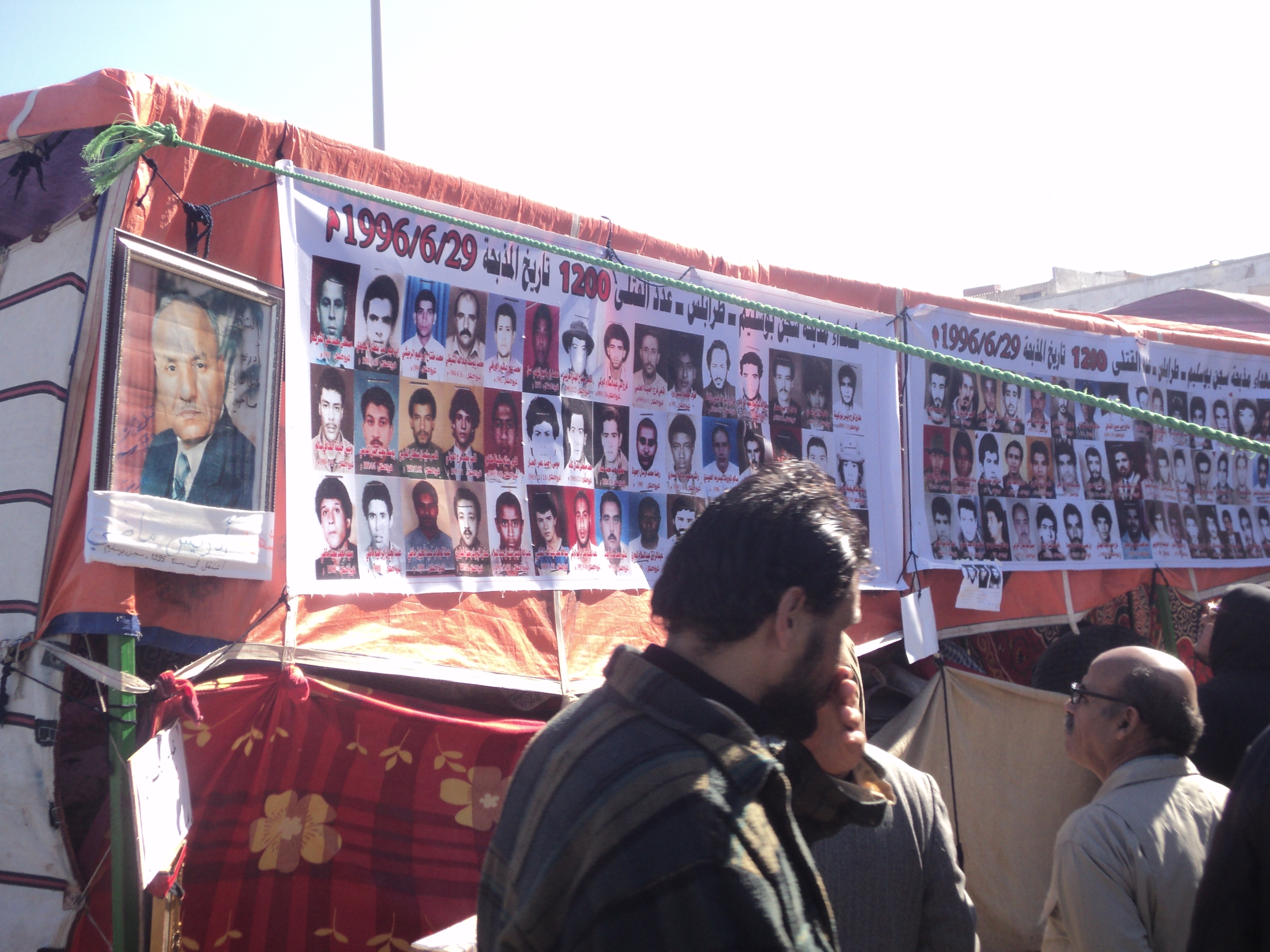
发生于1996年6月29日的阿布萨利姆大屠杀1200名遇害者的图片

根据自由指数报告显示（Freedom of the Press）卡扎菲所领导的革命委员会实行类似于前苏联和东欧等国的政治领导体制。据报道宣稱有10%到20%的利比亚人为该革命委员会做监视工作，他们广泛分布于政府机构，工厂企业以及学校等教育部门，这与萨达姆·侯赛因统治时的伊拉克和当今金正恩所统治的朝鲜的数据基本持平。
根据该国法律，利比亚人如果被发现与外国人从事政治方面的谈话是一项犯罪行为，最高可面临被判入狱三年的刑事处罚。卡扎菲为了避免民众与外国人接触，他将外语课程从学校的设置中删除掉已长达十年，2011年一名抗议者声称他们没人会说英语或法语，因为卡扎菲只想让他们保持无知和文盲的状态。
与在女性社会地位和人权纪录方面表现较为恶劣的沙特阿拉伯等海湾国家相比，相对而言，穆阿迈尔·卡扎菲领导下的利比亚拥有整个阿拉伯世界最好的女性境遇与政策。
卡扎菲对待反对派人士的态度是坚持毫不留情地予以铲除的原则，他不惜代价地武装镇压那些表达不同意见的团体：他曾多次下令在包括班加西、的黎波里在内的数个城市公开绞死进行示威游行的学生和反对派成员；还曾在三小时内屠杀了阿布·萨利姆监狱中的1200名囚犯。利比亚政府还经常公开地处决那些反对他的政治活动家，然后在国家电视台上反复播放处决过程的画面。 卡扎菲以俄罗斯总统叶利钦1993年宪政危机、美国布什总统2004年空袭伊拉克、六四天安門事件 三件事為例，表明利比亞當局對付抗議者的行動是有必要的。
有西方媒体认为，卡扎菲为了压制那些反对和批评他的人，还雇佣许多杀手去暗杀那些公开批评他的一些人。例如2004年，利比亚曾出100万美元去暗杀一名从利比亚移民到英国的记者阿舒尔·沙米斯（Ashur Shamis）。

## 事件进展

### 1月
2010年年底，利比亚邻国突尼斯爆发反政府抗议示威。整起事件起因是发生在该国南部城市西迪布吉德，一位26岁青年穆罕默德·布瓦吉吉拉着一部摊车在街上贩卖蔬菜水果，但因为没有申请摆摊执照而被警察部门没收摊车。不久之后，他因为抗议警察执法而于2010年12月17日自焚，2011年1月4日，因为自焚而送去医院急救的穆罕默德·布瓦吉吉不治身亡。这起事件导致一连串反政府的示威抗议正式开始并逐渐扩散至阿拉伯世界，称为阿拉伯之春或茉莉花革命（突尼斯国内叫法）。2011年1月14日，总统本·阿里采取一系列措施后于当晚离开突尼斯，出走沙烏地阿拉伯，結束他長達23年的執政，此举对邻国利比亚的民众产生了极大的震动，使得他们认为自己也有能力将卡扎菲赶下台。因此在突尼斯革命成功后，利比亚迅速出现反政府运动，并于2011年2月15日起爆发反政府示威。

### 2月
卡扎菲指派哈米斯旅镇压抗议示威，但却无法迅速压制。首都的黎波里部分区域已落入反对派手中，截至2月20日，连续多天的镇压，已造成300人死亡、逾1,000人受伤。美英等国发表声明，谴责利比亚政府的暴力行径。
2月22日，卡扎菲要求反政府群眾"放下武器"，否则将发生一场血战，就像1989年在天安门广场上那样。他還表示當初在坦克前面的那些人被碾碎了，中国的统一比天安门广场上的那些人更重要。向天安门广场派坦克，是为了应对示威者。这不是玩笑。他宣称要用坦克“碾碎那些蟑螂”，並尽一切手段保障利比亞不被分裂。他還号召人民去捕捉老鼠。
2月23日，在利比亚东部，示威者与政府军交战四天后，夺取了贝达机场，致使东部基本脱离了利比亚政府的控制。聯合國安理會於同日就爆发反对卡扎菲政权的骚乱舉行閉門會議，會後十五個成員國發表聲明，一致譴責利比亞武力鎮壓反政府示威，對有示威者死亡表示遺憾，呼籲的黎波里政府立即結束暴力行為，回應人民的合理訴求，並向襲擊者追究責任。
2月24日，卡扎菲在利比亚首都的黎波里继续实行措施。与此同时，东部脱离利比亚的地区已开始建立初级政府。周三反对派宣称已经控制了米苏拉塔，这是反政府组织控制的离首都最近的城市。当日据目击者称，距离首都以西120公里的祖瓦拉（Zuara）已被反政府军控制。多种迹象表明，利比亚西部地区也正逐步脱离卡扎菲的统治。
2月25日，欧盟外交官表示，将对利比亚采取武器禁运及旅游禁令。同时欧盟将冻结所有利比亚的财产。联合国发出警告，称利比亚国内食物供应链频临瓦解，数千平民可能遭到屠杀。当日，继续有利比亚高级官员辞去职务，公开反对卡扎菲武力镇压平民，其中包括利比亚驻巴黎和联合国教科文组织大使及卡达菲的主要助手达姆。面對情勢變化，卡扎菲政府也公佈新政策，承诺將給每户利比亞家庭将能够获得400美元，部分公务员将提薪150%。
2月26日，联合国安理会一致通过1970号决议制裁利比亚，包括冻结卡扎菲家族财产，对其本人及其亲属实行全球旅游禁令，并将利比亚涉嫌屠杀平民侵犯人权的问题转交给国际法院处理。
2月27日，利比亚反对派似乎控制了首都的黎波里附近的扎維耶地区，造成了对卡扎菲政权的包围。另据反抗者称，卡扎菲也已集合部队，准备反攻该城市。
2月28日，卡扎菲二子賽義夫為警察發放大量武器，同時反政府軍已包圍首都的黎波里，準備攻入首都。

### 3月
3月1日，联合国大会召开全体会议通过了由博茨瓦纳、加蓬、约旦等国提出的有关暂时取消利比亚在人权理事会成员资格的决议草案。
3月5日，哈米斯旅對離首都的黎波里僅50公里的石油重鎮扎維耶發動猛攻，反对派不甘示弱反擊，雙方交戰六小時後，重奪回濱地中海石化工業港拉斯拉努夫（Ras Lanuf）的煉油廠。
3月7日，由格達費的兒子哈米斯（Khamis）率領的精銳部隊哈米斯旅，上午用迫擊砲、重機槍、坦克和防空武器，從扎維耶西側發動攻勢，入夜時也在城東撕開反政府軍的防線。利比亞國家電視台宣稱政府軍已收復扎維耶。
3月9日，指揮官哈米斯·格達費所指揮的哈米斯旅擊潰反对派，進駐扎維耶，反政府軍東逃，政府軍控制扎維耶與周邊大部分地區。
3月10日，法国正式承认利比亚反对派成立的“全国委员会”为代表利比亚民众利益的合法政府，并计划同这个新成立的机构互换大使。法国是采取该措施的首个国家。因此格達費所代表的原利比亚政府正计划断绝其同法国的外交关系。
3月12日，阿拉伯聯盟在開羅舉行會議，與會各方投票結果支持聯合國在利比亞設立禁飛區。只有敘利亞和阿爾及利亞兩國對此投了反對票。3月13日，反对派領袖莫哈末向媒體宣稱哈米斯旅有32名成員叛變，其中一人是高級軍官，變節士兵協助叛軍防守米蘇拉塔，延長哈米斯旅對米蘇拉塔進攻的速度，不久前，哈米斯旅曾攻打米蘇拉塔，但是失敗。
格達費之子哈米斯親自指揮的第32旅已經抵達布雷加，準備進攻艾季達比亞，反对派領袖尤尼斯將軍向媒體表示：艾季達比亞的戰略重要性無可替代並不止於石油工業，兩條重要的戰略道路在艾季達比亞交匯，分別通往班加西和哈拉沙漠東部的托布魯克，若這條道路中斷，班加西與埃及的補給線將會中斷。
反对派陣營近日也改變了戰術，不再以傳統正規軍方法作戰，而是化整為零，以約三千名叛變的前政府正規軍為核心，摸黑突襲卜雷加港等地，並打死了二十餘名精銳的哈米斯旅成員，收復部分失地和油田設施。
3月14日，格達費的政府軍憑藉武力優勢，擊退反对派收復東部產油重鎮布瑞加，並持續朝反对派大本營班加西前進，先鋒偵查兵挺進至距離該城僅十公里外的郊區。
3月15日，利比亞政府軍持續推進，收復距班加西僅100多餘公里的艾季達比耶市，並完成對班加西外圍的戰略控制。
3月17日，在阿拉伯国家、美国、英国和法国等国的推动下，联合国安理会以10票赞成，5票弃权的结果通过1973號決議，决定在利比亚设立禁飞区，以保护利比亚平民以及包括班加西在内的受到卡扎菲政权袭击威胁的平民居住地区。这是安理会对卡扎菲政权武力镇压示威民众实施的第二轮制裁，也是历史上安理会第二次对利比亚实施禁飞，上次是在发生1988年的洛克比空难和1989年的法国联合航空空难后，安理会在1992年通过第748号决议对该国实施了禁飞和武器禁运。
安理会通过决议后，利比亚政府宣布接受决议内容立即停火；但是利比亚当局对一些主要城市的袭击仍然在发生。为此多国政府和多个国际组织如非盟，阿盟和欧盟的政治首脑于19日举行了一次巴黎峰会，共同协商对利比亚采取军事干预的具体措施，以落实安理会决议的执行。与会各方觉得不可再拖延下去，决定对利比亚采取军事干预行动。
3月19日，为真正落实1973號決議授权国际社会采取行动在利比亚设立禁飞区，并采取一切必要措施保护平民免遭武装袭击，同时禁止任何形式的外国占领军进入利比亚领土的任何部分，法国战机率先空袭利比亚，在革命军东部据点班加西附近摧毁了政府军的至少14辆坦克和20辆装甲车，以便迫使卡达菲部队停火。美国海军于深夜通过其部署在地中海上多艘军舰，向的黎波里和米苏拉塔的空防系统发射巡航导弹。利比亚政府军以高射炮进行了还击，卡扎菲更强硬表态“要武装人民对抗西方”。利比亚外交部发表声明说，联合国安理会有关在利比亚设立禁飞区的第1973号决议已经失效。
3月20日，英国表示已对利比亚进行了首次空袭，但未透露具体情况。参加此次军事行动的国家除美英法外，还有加拿大、西班牙、挪威等国。法国官员说，在军事干预行动中，阿联酋也调派了24架战机，卡塔尔调派4到6架战机。联军此次军事行动的代号为“奥德赛黎明”，美英部署在地中海的军舰与潜艇19日向利比亚政府的军事目标发射了112枚战斧巡航导弹，打击目标包括地对空导弹阵地、预警系统和重点通讯节点等在内的逾20处军事基地。利比亚国家电视台自称有48人在美欧联军打击中死亡另有150人受伤。
多国联军于19日轰炸利比亚的一些军事目标后，利比亚国家电视台一连两天播放预先录制的卡达菲讲话，他扬言将打开军火库，让群众武装起来反击西方部队的“殖民主义和十字军式的侵略”，他们做好了与空袭利比亚的西方部队“长期作战”的准备。另外，他也声称将对地中海的军事和平民目标展开报复性袭击。
3月20日，利比亚武装部队发言人法格希宣布，武装部队于当地时间20日晚9时起执行全面停火，并停止在利比亚境内的一切军事行动。
3月20日，美国国防部长盖茨表示，美国不会在干预利比亚的军事行动中扮演「领导角色」，未来几天就会把在利比亚领空实施「禁航区」的「主要责任」交出，由法国、英国或北约扛起指挥权。连续两天的空袭之后，联军表示空袭已摧毁了卡达菲的“指挥和控制能力”。
23日，在班加西的反对派发言人伊萨姆·吉里亚尼宣布在班加西成立利比亚过渡政府，取代之前的临时全国委员会以行使行政权，任命经济学家马哈茂德·吉卜里勒为过渡政府总理。发言人表示新的政府将致力于建设一个没有卡扎菲的、统一的利比亚。同日在班加西，数千名民众走上街头，手持标语，表达对多国联军空袭利比亚政府军的支持。
截止24日，联军已经连续五天对利比亚展开空袭，但未能阻止卡达菲军队向革命军控制的城镇发动攻势，也无法解除卡达菲在东部的武装。目前卡达菲部队继续猛烈炮轰革命军占领的米苏拉塔（Misrata），而在艾季达比耶（Ajdabiya）的革命军则在袭击已重重包围该城市的卡达菲军队。
3月24日，美国国务卿希拉里表示，北约部队已经同意接管联军指挥权；而目前对于联军来说，最大的威胁来自卡扎菲政府军的地面部队，这也将是下一阶段空中打击的重点。24日晚，北约28个成员国大使在布鲁塞尔举行了会议，会后北约秘书长拉斯穆森宣布，北约将在数天内从美国手中接管对利比亚军事行动的指挥权。而由路透社和益普索市场研究集团（Ipsos）于24日发布的民调显示，60%的美国人支持美国和联军为保护利比亚平民展开的军事行动。而卡达菲在首都的电视直播演讲中痛批西方国家，指出攻击利比亚的外国军队注定会失败，最终将被丢进历史的垃圾堆。据英国的《金融时报》报道称，根据国际货币基金组织最新的一个数据，由卡扎菲控制的利比亚的央行拥有143.8吨甚至更多的黄金藏在利比亚境内，其价值超过65亿美元，可以成为他长期抗战的资本。
3月26日，利比亚革命军从卡达菲军队手中夺回东部重镇艾季达比耶的控制权，这是联军对利比亚实施禁飞令一周以来，革命军取得的第一个重大胜利，革命军方面表示他们会在联军的帮助下，继续向首都的黎波里进发。另一方面，利比亚国营电视台报道，卡达菲为了扩大自己的支持者，不仅派发武器给志愿者(卡达菲用钱招募的来自非洲他国的雇佣军，每人每天2000美圆)，还对所有武装部队和警察部队给予地位上的升迁。
3月27日，革命军在夺回艾季达比耶，布雷加和拉斯拉努夫（Ras Lanuf）等东部主要城镇控制权之后，他们乘胜追击继续向西朝卡达菲的家乡苏尔特方向挺进。同日，美国国防部长盖茨在接受哥伦比亚广播新闻网访问时表示，利比亚卡达菲部队将遭他们杀害的人的遗体，搬到西方联军空袭地点，显然是为了嫁祸联军。
27日，北约28个成员国大使在布鲁塞尔举行了会议，会后北约秘书长拉斯穆森说，北约成员国已经决定全面接管联合国安理会决议授权的所有针对利比亚的军事行动，军事行动定名为“统一维护者”。北约为此成立了行动组，针对利比亚的主要任务是设立禁飞区和阻止外界向利比亚偷运武器。他还强调，北约将与国际和地区伙伴密切合作。
27日，《的黎波里邮报》转引来自利比亚和阿拉伯国家的消息说，利比亚领导人卡扎菲已提出停火条件：即将权力移交给他的儿子赛义夫。卡扎菲目前正在寻求说服西方国家接受该方案。
3月28日，卡塔尔政府宣布承认利比亚反对派成立的“过渡委员会”，成为继法国之后第二个承认该委员会为代表利比亚合法性的国家，也是承认该委员会合法性的第一个阿拉伯国家。卡塔尔同意为革命军在东部控制区安排输出原油的工作。海湾合作委员会表示支持卡塔尔的立场。
28日，联合国安理会利比亚制裁委员会主席、葡萄牙常驻联合国代表卡布拉尔首次向安理会通报情况时表示，目前卡达菲方面已有18人面临旅行禁令，13人和5个实体遭冻结资产。一些西方国家先前着手冻结卡扎菲家族的资产：美国和英国分别宣称冻结大约300亿和200亿美元，美国把利比亚国家石油公司下属的14家企业纳入制裁对象。
随着革命军一步步向西部的卡达菲大本营挺进，反对派代表也开始筹组新政府。目前代表革命军的临时全国委员会（PTNC）正在筹组内阁，包括委任各个部门的部长，以让他们代表革命军与其他国家的对应代表进行会谈。不过目前这个工作对他们来说有许多困难，包括通讯困难和如何照顾各派系的感受等等。
3月29日，40多个国家和国际组织的代表在伦敦召开利比亚问题国际会议，商讨后卡达菲时代的利比亚政局部署：与会者表示利比亚的未来将由利比亚人民自由地决定，并一致要求其政权已经完全失去了合法性的卡扎菲立即下台。与会者誓言要继续对利比亚采取军事行动，直到卡达菲停止攻击平民为止，并对卡达菲下台后如何对他进行处置的问题(司法审判或者他国流亡)进行了讨论。与会者同意设立由20个国家和机构组成的联络小组，小组成员包括阿拉伯国家，非洲联盟和阿拉伯联盟的代表，来协调利比亚向民主有序过渡的工作，以及决定对利比亚人民提供人道主义援助等其他内容。卡达菲则致信给利比亚问题国际会议，呼吁联军立即停止“野蛮的进攻”，他把联军的空袭与二战时期希特勒的军事行动相提并论。他说：“把利比亚留给利比亚人。你们是在对一个和平的民族和发展中国家进行种族灭绝。”
3月30日，政府军清晨出动坦克、大炮和火箭炮，对从本焦瓦德退守到拉斯拉努夫的革命军展开猛攻，结果革命军被逼得节节败退。
3月31日，英国外相威廉·杰佛逊·黑格披露，利比亚外长穆萨·库萨（Mussa Kussa）3月30日已经抵达英国伦敦西部范堡罗机场，他已辞去卡扎菲政府职务。穆萨·库萨是在周一经陆路通过拉斯杰迪尔口岸进入突尼斯，然后乘车抵达首都突尼斯市，进行了两天的私人访问。周三下午，穆萨·库萨从突尼斯乘飞机抵达范堡罗机场。在穆萨·库萨之前，已有多名利比亚高官与军官离开了执政42年的卡达菲。路透社的分析文章指出，穆萨·库萨在利比亚的领导圈子中很有影响力，而且当红了数十年，但他并不在政权的核心。因为真正的核心是卡达菲的儿子与亲人。
31日晚，北约在官方网站公布了参与国的最新情况：目前，比利时、保加利亚、加拿大、丹麦、法国、希腊、意大利、荷兰、挪威、罗马尼亚、西班牙、土耳其、英国、美国14个北约国家参与行动，其中战机共205架，美国、法国和英国占绝大多数，分别为90架、33架和17架；舰艇共21艘，土耳其和意大利占多数，分别为6艘和4艘。德国和波兰不愿参与对利比亚的军事行动，而爱沙尼亚、拉脱维亚、立陶宛、卢森堡和冰岛等北约国家受自身军力限制，参与行动有困难，但卡塔尔、阿拉伯联合酋长国和瑞典三个非北约国家会参与，因此14个北约成员国加上3个非北约成员国共计17国会参与未来在利比亚的军事行动。

### 4月
4月1日，革命军目前已被逼退到东部城镇艾季达比耶，回到了联军空袭前的原点。而美国和英国在利比亚境内早已部署了多名特工以搜集供军事行动采用的情报，并且秘密地同利比亚革命军接触以了解他们领导人的身份和效忠的对象。
同日，利比亚资深外交官、利比亚驻联合国代表图里基在反对派网站上发表声明，称自己将离开卡扎菲政府。图里基表示利比亚人民有权追求更好的生活。当天过渡委员会领导人贾利勒在与联合国赴利比亚特使哈提卜会面后对媒体表示：“我们同意实施停火，条件是利比亚西部城市的民众有自由表达的权利，并且政府军撤出被包围的城镇”。利比亚政府则以反对派提出的条件毫无诚意和无法接受为由予以拒绝。
革命军经过整编后，只派遣倒戈军人和受过训练的志愿者到前方作战，而把只有满腔热情却无作战经验的成員编入辅助部队中，以免他们无谓牺牲。目前革命军的前线部队八成为前军人，两成为受过训练、编入战斗单位的青年，倒戈军人终于在反卡达菲的力量中扮演了更重要的角色。革命军组织上的这一变化，说明了经过多周的战斗后，反卡扎菲力量在一步步向成熟迈进。
4月3日，革命军宣称重新夺回石油重镇布雷加（Brega）的控制权。但革命军为庆祝一支先头部队开入卜雷加时朝空中开火，结果联军出动飞机回击，失误打死了一名救护车司机和三名医学院学生共四个平民。革命军联络官卡米斯说：“那是（革命军的）过失……机师以为遭遇袭击，于是朝车队开火。”而在反对派占领的米苏拉塔，卡达菲的部队继续朝革命军展开猛烈袭击，设法把他们逼离这个西部重镇。医疗人员说，政府军的袭击行动至少导致六个平民丧命。同日，利比亚全国委员会成立了“危机小组”，负责管辖革命军的占领区。
4月4日，卡达菲的两个儿子赛义夫和萨阿迪提出解决国内危机的新方案：让父亲放弃权力，卡达菲将不在新政府中扮演任何角色。而利比亚将在他们的领导下，推行宪政民主体制改革；卡达菲据称也已经同意该建议。不过，利比亚反对派拒绝了这一建议，全国委员会发言人阿卜杜勒·莫拉赫告诉法新社：“在进行任何外交谈判前，卡达菲和他的儿子必须离开利比亚。”同日，意大利继法国和卡塔尔之后，成为正式承认利比亚全国委员会为代表利比亚的合法政府的第三个国家，意大利外长弗拉蒂尼表示，将为以班加西为大本营的利比亚革命军提供技术援助。他说：“我们将立即派专家到班加西，各领域的专家，包括能源、运输、医疗和基础设施。这些专家将借调到班加西的利比亚全国委员会。”
4月5日，北约官员表示，国际联军的空袭已摧毁卡达菲近三分之一的军事力量。同日，利比亚政府发言人伊布拉欣在的黎波里告诉记者，除了卡达菲离去这个问题外，所有一切都是可谈判的。他说，卡达菲执政了40年，是统一利比亚各部族的“安全阀”，“要在这个国家执行怎样的政治体制？这是可以谈判的。什么都行，我们可以举行选举或全民公投。”他指出，卡达菲在领导国家过渡到民主和透明的政治模式方面起着重要作用。与此同时，利比亚革命军抱怨北约联军的空袭行动进展缓慢，未能有效阻止卡达菲部队屠杀平民，因此对北约感到失望。反政府武装部队参谋长阿卜杜·法塔赫·尤尼斯对记者说，由于北约的指挥环节繁琐，有时在革命军通知北约部队目标所在位置后，北约拖延长达八个小时才展开行动，北约每天就这样看着米苏拉塔的平民丧命。北约方面则解释说，卡达菲部队将坦克和火炮等重型武器隐藏在居民区，空袭难以展开。
6日，美国总统奥巴马再次收到卡达菲的信。卡达菲在信中再次以「我们的儿子」称呼他，并呼吁他出面阻止北约对利比亚发动的“非正义战争”，并为两天前刚刚宣布竞选连任的奥巴马祈祷，希望他再次赢得2012年美国总统选举的胜利。白宫发言人卡尼则表示，美方看重的是行动而非言辞，实现停火的条件包括利比亚政府停止暴力，从所控制的城市撤军并停止来势汹汹的攻击。据外媒报道，利比亚前石油部长法塔赫夏特文已经携妻子和孩子乘坐一艘渔船从米苏拉塔逃往国外。法塔赫6日表示，利比亚其他部长都做好了变节的准备，只是还不敢这么做，他呼吁英法等国对利比亚政府军实施更强的军事进攻。
8日，利比亚革命军表示，他们在沿海城市米苏拉塔东侧击退了卡达菲军队。而在石油重镇艾季达比耶，革命军也重返该地并已牢控这座城市。
领导联军对利比亚展开第一轮空袭的美军司令哈姆，周四告诉美国参议院军事委员会，利比亚局势已陷入僵局，革命军不可能通过军事手段推翻卡达菲。北约秘书长拉斯姆森周五告诉半岛电视台：“不能单靠军事手段。我们需要一个政治解决方案。”拉斯姆森的言论与美军司令哈姆将军的看法基本一致：需要政治途径解决利比亚问题。
10日，非洲联盟派出一个以南非总统祖马、毛里塔尼亚总统阿齐兹、乌干达总统穆塞韦尼、马里总统杜尔和刚果（布）总统萨苏五人组成的高级代表团前往利比亚斡旋，他们将与卡达菲及在班加西的反政府代表会晤，并向他们提出结束利比亚危机的蓝图，希望能促使对立的双方实现停火，并使利比亚向民主体制进行过渡。
11日清晨，非盟代表团团长、南非总统祖马表示，卡达菲已接受了和平“路线图”，包括同意立即停火、有效监督停火、运送救援物资和保护外国人等内容，至于卡达菲的去留等问题则没有透露。祖马也呼吁北约停止轰炸利比亚政府目标，以便“给停火一个机会”。非盟代表团同日续程到革命军的东部重镇班加西，以与他们讨论该和平方案。代表团抵达班加西时，大约1000个示威者手持布条迎接他们，并要求非盟帮助他们推翻卡达菲的统治。革命军发言人盖里亚尼在回答路透社记者提问时说，他们会研究非盟提出的和平方案，但卡达菲也必须结束他长达41年的统治。
北约秘书长拉斯穆森对非盟代表团的提议回应道：任何停火协议都必须可靠和能够核实，同时也需要有效的监管机制来确保各方遵守停火协议。只要平民的安全受到威胁，北约就会继续攻击卡达菲部队。意大利外长弗拉蒂尼则表示，如果能够为现有争端找到解决方案，卡达菲和他的儿子就不应该在利比亚政治中继续扮演任何角色。
12日，革命军全国委员会的代表在卢森堡与欧盟外长举行了会谈。这是欧盟27国首次以整个组织的名义，接见利比亚革命军代表。代表伊萨维在会后说，卡达菲的政府军至今已在冲突中杀害了1万人，另外还有2万人失踪。
13日，利比亚问题国际联络小组会议在卡塔尔首都多哈召开。参加会议的有欧洲、中东国家、联合国、阿拉伯国家联盟和非洲联盟的许多代表。与会各方在发表的联合声明中说：“卡达菲和他的政权已丧失所有合法性，他一定要下台，以便让利比亚人民决定他们的未来。”同时也说，代表反对派的全国委员会“与现有政权相比……是一个合法的对话者，它代表利比亚民众的意愿。”他们承诺将制定一套金融机制，协助革命军管理他们控制的利比亚东部地区，也同意为革命军提供“物资支援”。意大利外交官透露，与会各方希望设立类似伊拉克的石油换粮食计划，把遭冻结的利比亚资金用来设立基金，以便为革命军提供金钱资助。革命军代表也受邀参加，他们坚决要求卡达菲和他的儿子们离开利比亚。早前革命军代表曾表示，他们要求西方政府为他们提供15亿美元援助，以应付革命军控制地区平民的日常所需，以及希望通过出口石油来换取人道援助。
4月14日，北约外长会议在德国柏林开幕，各成员国就是否要加强对利比亚的空袭持不同意见。英国和法国呼吁通过军事力量继续向卡达菲施压，迫使他尽快放下政权。比利时却表示，联合国授权北约在利比亚的军事行动已排除武装平民，比利时不认为有必要加强空袭。
与此同时，利比亚谴责卡塔尔为叛军提供反坦克导弹。利比亚副外长凯姆在的黎波里的记者会上说：“卡塔尔给班加西的叛军送去法国‘米兰’导弹。”他还指控卡塔尔的20名专家到班加西训练约700名叛军，以及黎巴嫩真主党成员与叛军在利比亚东部并肩作战。利比亚政府还表示，国库里的金条和其他资产可以帮助利比亚应付外国的制裁行动。它同时呼吁为了人道需求，“立即解冻”利比亚在海外的资产。规划与财政部长兹里特尼在13日估计，利比亚目前有约1200亿美元的资产被冻结，但该国还有充足的“应急储备”。他也表示有信心，海外银行“没有法律依据”去把利比亚的国家资产转移给革命军。
4月22日，美国国防部长盖茨在华盛顿的记者会上说，奥巴马总统出于对利比亚“人道局势”的考虑，批准“捕食者”（Predator）无人侦察机携导弹在利比亚执行军事任务。盖茨说，“捕食者”是美国为北约组织领导的联合部队所作的少许贡献；他说，这种飞行装置具备此前参与军事打击的攻击战斗机所没有的能力。“捕食者”可装备“地獄火”（Hellfire）空对地导弹，由后方遥控操纵，一般用于侦察。近年来，美国曾经在阿富汗、巴基斯坦、伊拉克和也门，使用“捕食者”执行任务。美国决定出动“捕食者”，或许说明了北约部队没有能力在缺乏美国支援下，执行精确、深入的战斗任务。北约联军对美军这一决定表示欢迎，北约一名官员说：“使用无人侦察机（让联军）更容易在人多的市区攻击卡达菲部队。像‘捕食者’这类侦察机可低空飞行，更清楚地查看地面情况，可更好地协助我们精准地完成任务。”利比亚革命军发言人阿卜杜勒在半岛电视台的节目中说：“毫无疑问的，这有助于保护平民，我们乐于见到美国政府采取这一行动。”
4月23日，利比亚政府突然宣布从西部城市米苏拉塔撤军，从而结束长达两个月的围城之战。米苏拉塔是利比亚的第三大城市，是革命军目前控制的唯一一座西部大城市，政府军围攻该市近两个月已导致数百个平民丧命。利比亚外交部副部长卡利德·凯姆在的黎波里对记者表示：米苏拉塔的局势将会缓和，米苏拉塔周围的部落和居民将会接手继续与反对派进行斗争，政府军不再插手。
与此同时，22日抵达革命军大本营班加西访问的美国共和党参议员麦凯恩在会见了革命军领袖之后表示，国际社会应该承认过渡国务理事会为代表利比亚人民的“合法声音”，国际社会也应该为革命军提供更多的武器和军训以及更强的空袭支援。对于麦凯恩的建议，白宫方面表示利比亚人会自己决定由谁执政。白宫新闻秘书卡尼说，美国官员定期同革命军领袖会谈，包括过渡国务理事会的成员，美国会继续通过这个方式，协助他们为后卡达菲时代作准备。
4月27日，利比亚全国61个部落的首领或代表共同呼吁卡扎菲下台，法国作家伯納德-亨利·列維(Bernard-Henri Levy)发布了这个联合声明。这份于4月12日在反对派大本营班加西起草的声明称：“直面我国团结所遭受的威胁，面对独裁者及其家人的行动与宣传，我们郑重宣布：我们不会分裂。”“我们分享着自由、民主与团结等共同的理想。”
4月30日，利比亚政府发言人易卜拉欣（Moussa Ibrahim）说，北约当地时间4月30日空袭了的黎波里的一栋房屋，“领导人（卡扎菲）安然无恙。”“他没有受伤，他的妻子也毫发无伤。但是有其他人受伤。”他说：“这次空袭造成29岁的赛义夫·阿拉伯·卡扎菲及领导人的3个孙子遇难。”被炸死的儿子赛义夫是卡扎菲的小儿子。近些年来，他大部分时间在德国度过。易卜拉欣说，这次空袭目的就是“暗杀我国的领导人”，他说这是违法国际法的行为。
在得知卡扎菲的小儿子在空袭中丧生后，反对派大本营班加西一片欢腾，持续不断的庆祝枪声淹没了整个班加西。反对派成立的“国家过渡委员会”军方发言人巴尼（Colonel Ahmed Omar Bani）说：“卡扎菲在空袭中失去了一名儿子，他们（反对派）非常高兴，纷纷开枪庆贺。”

### 5月
5月上旬，反对派成立的过渡政府向外界透露出他们制定的一个政治路线图计划：在卡扎菲下台后会成立临时政府，由3名过渡政府成员、3名原政府技术专家、2名军官、2名安全官员和一名法官组成；并按照族群比例选出国家委员会以起草宪法；45天后举行宪法公投；4个月后举行议会选举；2个月后进行总统大选。过渡政府将继续争取国际社会的支持，他们欢迎法国、英国以及德国驱逐利比亚政府的外交人员，并希望更多国家能够跟随这样做。
5月10日，美国国务院表示，运载着美国向利比亚反对派提供的“非致命性军事援助”首批物资的货船已经停靠在班加西。国务院发言人马克·托纳介绍说，这批货物包括一万多份食品，而医药、靴子和个人保护装备等物资也即将运达。本周晚些时候，反对派过渡政府领导人将与美国官员在华盛顿会谈。据报道这是美国执行2500万美元的“非致命性援助”计划的开始。
5月13日,意大利外长弗拉蒂尼说，卡达菲已经逃离首都的黎波里，还说有关卡达菲在炮火中受伤的报告是可信的。弗拉蒂尼告诉记者：“我倾向认为的黎波里主教马蒂内利阁下的话是可信的，他告诉我们卡达菲很可能不在的黎波里，而且可能受伤了。不过我们不知道他身在何处。”但是卡达菲的发言人伊布拉欣坚称，卡达菲没有受伤仍在指挥这个国家。伊布拉欣说：“这是无稽之谈，这位领导人斗志旺盛，精神非常好，他每天都在领导这个国家，根本没有受伤，毫发无损。”
5月16日，国际刑事法院检察官莫雷诺-奥坎波（Luis Moreno-Ocampo ）在海牙正式向该法院提出请求，要求对利比亚当局领导人卡扎菲及其儿子赛义夫（Saif Al Islam Gaddafi）以及利比亚情报部门负责人塞努西（Abdullah Al Sanousi）发出逮捕令。检察官的这一请求还有待法院的一个预审分庭进行审议。莫雷诺表示，检察官办公室已经收集到了这三人镇压该国今年二月开始的民众抗议活动的证据：该办公室有直接证据表明卡扎菲亲自下达命令，其子赛义夫组织了招募雇佣军，塞努西则参与了对抗议者的袭击。据莫雷诺介绍，卡扎菲的次子赛义夫是事实上的总理，他的妹夫塞努西是他的左膀右臂、执行者和军事情报负责人。塞努西亲自下令实施了一些攻击行为。检察官办公室还收集到三人举行会议筹划和指挥这些行动的证据。国际法院的法官将决定接受检察官的请求还是给予驳回，或是要求检察官提交更多证据。
5月22日，欧盟在利比亚反对派控制的城市班加西开设办事处。当地时间22日下午，欧盟外交和安全政策高级代表阿什顿女士在班加西主持开设欧盟办事处的仪式，并会见了利比亚“国家过渡委员会”主席贾利勒。欧盟办事处暂时设在市中心一家饭店内，其近阶段的主要工作是协调欧盟向利比亚提供的人道主义援助。阿什顿当天发表声明说，在班加西开设欧盟办事处十分重要，这将是对利比亚人民“为民主而战”、“为寻求更好未来”的一种奖励，是对利比亚人民的支持。目前，欧盟大部分成员国已经冻结与利比亚领导人卡扎菲当局的关系。仅有欧盟轮值主席国匈牙利是欧盟国家中唯一还在利比亚首都的黎波里保留外交官的国家。
5月23日，利比亚“全国过渡委员会”主席穆斯塔法·阿卜杜勒·贾利勒抵达土耳其首都安卡拉进行访问，与土耳其外长达武特奥卢、总理埃尔多安和总统阿卜杜拉·居尔举行会谈。土耳其外长达武特奥卢当天在举行的联合记者招待会上说：“土耳其认为‘全国过渡委员会’是利比亚人民合法和被认可的代表。”他表示，利比亚的政治体制需要发生变化以满足利比亚人民的合法需求，但这一变化应通过和平方式进行。他还说，土耳其重视利比亚的领土完整和政治统一，并将继续为此作出外交努力。土耳其是北约中唯一的伊斯兰国家，与利比亚关系较密切。
同日，法国和英国在军事干预的力度上再次升级，两国决定向利比亚派遣攻击直升机。法国总理阿兰·朱佩23日表示，攻击直升机将“更精准地打击地面目标”，并声称此举符合联合国安理会1973号决议的规定。法国“雷电”号两栖攻击舰已于5月17日驶离土伦港，搭载12架“欧洲虎”和“小羚羊”式武装直升机前往利比亚。据英国广播公司报道，英国皇家海军“海洋”号两栖攻击舰将部署承担此项任务的阿帕奇直升机。据信，英国首相卡梅伦已在国家安全会议上授权向利比亚派遣攻击直升机。英法决定动用攻击直升机意味着战事显著升级。鉴于其更精确打击地面目标的能力，这项新的军事部署将加大对利比亚政府军的压力。
5月24日，俄罗斯外交部长谢尔盖·拉夫罗夫表示，俄罗斯承认利比亚反对派的“全国过渡委员会”为有关利比亚未来的合法对话伙伴。拉夫罗夫23日会见了到访俄罗斯的利比亚反对派代表沙勒加姆。拉夫罗夫24日表示：“昨天我会见了利比亚反对派代表沙勒加姆。他在会谈中特别强调，过渡委员会不请求各国承认其为利比亚人民的唯一合法代表，而请求承认其为利比亚未来谈判的合法伙伴，我们正是在这样的条件下进行了会晤。”沙勒加姆在会谈后表示，谈判中莫斯科与班加西“取得相互理解”，不过，拉夫罗夫未能说服利比亚反对派与利比亚领导人卡扎菲展开谈判。
同日，法国外交部发表声明，对利比亚反对派向法国派遣一名办事处代表的计划表示欢迎。法国外交部发言人伯纳德·瓦莱罗(Bernard Valero)表示，“全国过渡委员会很快将派出一名驻巴黎的代表(使节)。我们对全国过渡委员会向法国派遣代表的决定表示全面支持。”瓦莱罗说，目前还没有决定利比亚反政府力量是否将在现有的利比亚驻法大使馆开设办公室，也没有决定利反对派何时能与法国建立全面的外交关系。瓦莱罗还表示，法国将利比亚“全国过渡委员会”在巴黎设立代表机构一事与该委员会“积极合作”。
同日，约旦外交大臣朱达在与“全国过渡委员会”二号人物马哈茂德·贾布里勒通电话时说，约旦在利比亚问题上自始至终立场明确：约旦认为利“全国过渡委员会”是合法的对话者并赞赏该委员会为实现利比亚人民的意愿所作的努力。朱达还承诺约旦将继续与“全国过渡委员会”加强协调与合作，向该国提供更多人道主义援助；约旦还准备向班加西派遣一名常驻代表，以加强两国间的协调与联络。
同日，正在对利比亚反对派大本营班加西进行为期3天访问的美国近东事务特使、助理国务卿费特曼(Jeffrey Feltman)，在与反对派领导人举行会谈后，他于24日表示，利比亚反对派已经接受邀请，将在美国首都华盛顿开设代表处。费特曼在新闻发布会上说：“我向(利比亚反对派成立的‘全国过渡委员会’)发出了正式的邀请，要求他们在华盛顿开设代表处。”他说：“他们接受了邀请，我们对此感到高兴。”
5月27日，第37届八国集团首脑会议在法国多维尔落下帷幕。与会首脑们一致敦促卡扎菲下台。据英国广播公司报道，八国领导人在峰会后发表联合声明，指出：“卡扎菲和利比亚政府已不能继续履行保护利比亚人民的责任，并失去所有合法权力，他在一个自由和民主的利比亚没有前途，他必须下台。”俄罗斯方面26日表示，美国、英国、法国领导人希望俄方担当“调解人”。俄罗斯总统梅德韦杰夫的发言人纳塔利娅·季马科娃说，梅德韦杰夫分别会晤美国总统奥巴马、法国总统萨科齐和英国首相戴维·卡梅伦，“每一次会晤，俄方听到请求……承担调解使命”。俄罗斯北非事务特别代表米哈伊尔·马尔格洛夫27日在多维尔说：“我们不应与卡扎菲本人而应与他的内阁成员接触，也许包括他的儿子。我们正这样做，有望找到政治解决方案。”同一天，俄副外长谢尔盖·里亚布科夫在多维尔说，俄方愿意调解，以传递“某种信号”。不过，他说，对于卡扎菲“我们应该帮他离开”。
5月28日到29日，据半岛电视台报道，逾百名利比亚部落首领在土耳其伊斯坦布尔与利比亚反对派举行会晤，决定建立反卡扎菲的“统一战线”。与会的大多数首领来自利比亚西部最大的部族Warfalla，该部族有100万人，控制着西部重镇拜尼沃利德市。代表们呼吁尽快结束利比亚的暴力局面，并要求卡扎菲家族下台并离开利比亚。会议组织者透露，卡扎菲部队提前得知了部落首领们在土耳其开会的消息，28日向拜尼沃利德市发动猛攻并占领了这座城市。报道称，部落首领们看起来非常团结，他们高唱利比亚以前的国歌，有些代表唱歌时甚至热泪盈眶。
5月29日，英国国防部宣布给参与利比亚军事行动的英国战机加装钻地弹“掩体毁灭者”。英国国防大臣福克斯说，加装这一武器传递出清晰信号：利比亚领导人卡扎菲必须马上交出权力。这种钻地弹名为“加强型清道3型炸弹”，重达1吨，可精确击穿屋顶、墙体或地面，可直接钻入地面以下所需深度再行爆炸，精确击毁地下掩体工事内目标，通常被用于重要目标的定点清除。一些媒体分析，英国加装钻地弹意味北约有可能将改变战术，直接针对卡扎菲实施打击。
5月30日，南非总统祖马访问利比亚首都的黎波里，第二次代表非盟前往利比亚就停火事宜展开斡旋。南非总统办公室发表声明说，祖马此次利比亚之行的主要目的是希望立即在利比亚实现停火，保障受影响的人群接受人道主义援助，并启动必要的政治改革，以消除酿成冲突的根源。利比亚国家电视台则报道说，祖马到访的目的是讨论非盟的路线图计划，以期推动和平解决利比亚危机。利比亚反对派方面则重申，拒绝所有不以卡扎菲及其家族离开作为前提的和平倡议，“全国过渡委员会”主席贾利勒表示，他们可以再次见证，卡扎菲是如何欺骗世界人民，制造寻求和平的假象的。
5月30日，塔斯社称，卡扎菲30日表示愿意有条件交出权力，前提是其家人安全应得到保证。报道称，卡扎菲的儿子赛义夫·伊斯兰率领的工作组正与反对派商讨条件—“如何让其父亲安全而体面的退出政坛”。同时反对派成立的临时政权表示，“愿意对卡扎菲逃往任何一个阿拉伯国家闭上眼睛，不会引用引渡条款将其交付海牙法庭”。俄新网报道称，关于卡扎菲的交权谈判可能要由俄罗斯充当中间人。目前，俄罗斯总统特使马格罗夫正准备与班加西的反对派进行谈判，可能近期还会与卡扎菲或其身边人进行会见。
5月31日，意大利外交部声称，利比亚军方8名高级官员于当地时间30日集体“出走”“变节”。据报道，这8名军官中包括5名将军、2名上校和1名少校。目前支持利比亚反对派的利驻联合国代表沙勒格姆(Abdel Rahman Shalgam)在新闻发布会上说，这些军方高官是最近几天逃离利比亚的120名军人中的一部分。其中一名“变节”军官哈拉萨将军(Gen. Melud Massoud Halasa)说，估计目前效忠卡扎菲的军队只余下20%有效的作战能力，而这是北约不停空袭轰炸的效果。他还说，估计目前仍效忠卡扎菲的还有“不超过10名”将军级军官。另一名“变节”将军则称，卡扎菲只剩下2个旅的兵力。
据美联社5月31日报道，利反对派日前推出其首个卫星电视台，希望借此对抗卡扎菲政权的媒体宣传力量。该电视台名为“Libya Alhurra”(自由利比亚)，于5月30日晚间开始演播。报道说，这是反对派为了将自己信息传达给利比亚民众而迈出的重大一步。为了表示庆祝，班加西有数千利比亚民众挥舞着旗帜聚集在一个公共广场上，观看“自由利比亚”电视台的首次演播。
5月31日，据英国《独立报》报道，祖马30日通过利比亚电视台表示，自己相信卡扎菲已准备实现停火并防止战争升级。祖马还说，卡扎菲准备接受非盟提出的停火要求，以求停止包括北约空袭在内的各种对抗活动。祖马说“他(卡扎菲)准备执行路线图，”“但卡扎菲还坚持说：‘所有利比亚人必须获得内部对话机会’。”祖马并未提及卡扎菲已准备好下台，而这是利比亚反对派的焦点要求。有报道说利比亚反对派已经对卡扎菲提出的“举行内部对话”的提议表示了反对。祖马31日说卡扎菲明确表示不会下台或离开利比亚。利政府发言人易卜拉欣也否认了卡扎菲将下台的消息。他说卡扎菲如果离去，对利比亚来说将是最坏的情况。

### 6月

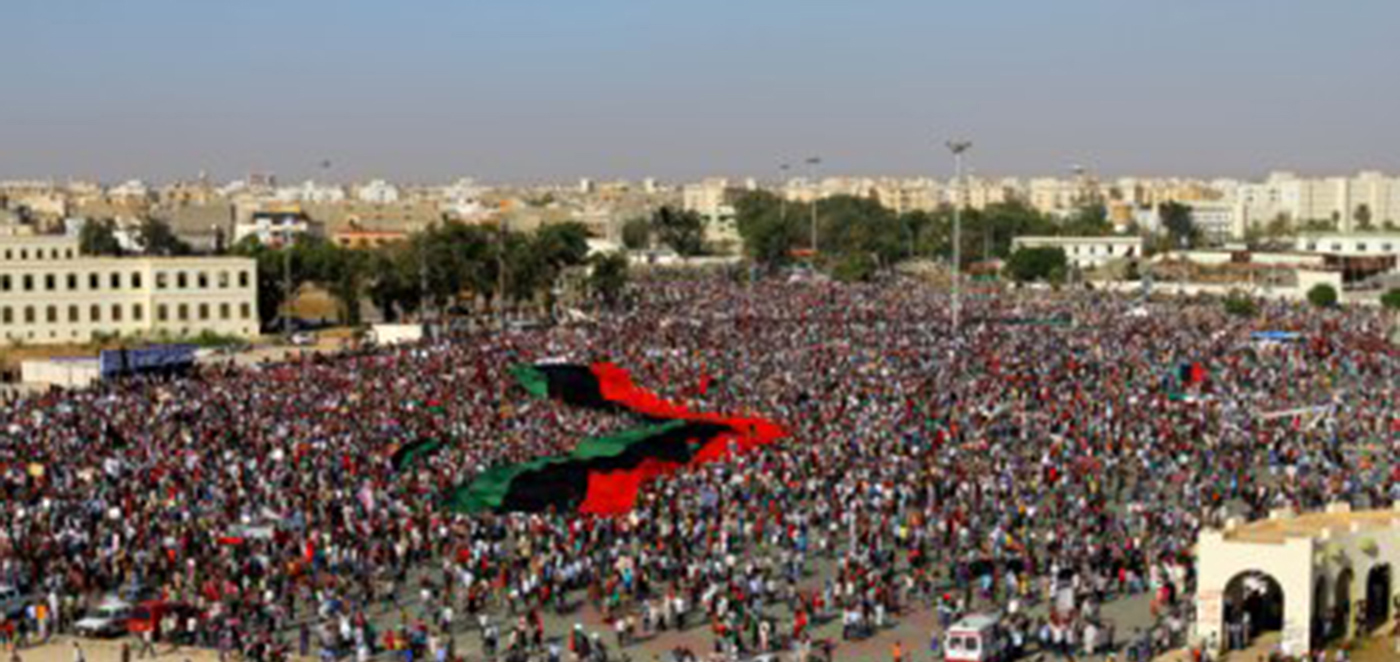
2011年6月7日進行反格達費政府示威。

6月4日，北约称当天他们在利比亚首次使用武装直升机打击了卡扎菲部队的军用车辆、军事设施和地面部队。北约在声明中称：“在北约的指挥下，武装直升机于2011年6月4日首次在针对利比亚的行动中使用。”
6月8日，为期两天的北约国防部长会议在布鲁塞尔开幕。会议首先讨论了利比亚军事行动，同意将这一军事行动再延长90天，并准备提供“必要的资源”。成员国国防部长一致同意继续对利比亚保持军事压力，会后发表的一份声明中说，综合采取军事、政治和经济等手段有助于结束利比亚危机。秘书长拉斯穆森表示，“卡扎菲下台只是时间问题，可能在数周之后，也可能就在明天，国际社会应该为此做好准备，以保证利比亚实现和平过渡”。至今北约对利比亚军事行动已有2个多月，根据公布的数据，北约已出动飞机1万架次，摧毁了大约1800个目标，但目前利比亚局势依然胶着。
同日，西班牙外交大臣希门尼斯表示，西班牙承认反对派的“全国过渡委员会”为利比亚唯一合法代表，并承诺给予利反对派更多支持。
6月9日，22个国家的政府外长组成的利比亚问题联络小组第三次会议在阿联酋首都阿布扎比召开。联络小组在会上向利反对派施压，要求其拿出一份关于卡扎菲下台之后如何治理利比亚的详细计划。路透社报道，西方及一些阿拉伯国家已承诺向反对派提供10亿美元的援助以推翻卡扎菲。希拉里称卡扎菲“已经时日无多”，而意大利则承诺向反对派提供4亿欧元的援助。
同日，中国外交部发言人承认利比亚反对派代表已到达北京与中国政府会谈。
6月12日，阿联酋政府宣布承认“过渡委员会”的合法地位，成为继卡塔尔和约旦之后又一个承认反对派政权的阿拉伯国家。阿联酋外长谢赫阿卜杜拉宣布，阿联酋决定承认“国家过渡委员会”为“利比亚人民唯一的合法代表”。他说，阿联酋将很快在班加西设立临时代办处。
6月13日，德国外长基多·威斯特威勒到达班加西，与反对派领袖进行了会谈，他表示承认该委员会作为利比亚人民代表的地位，同时德国驻利比亚办事处也正式开张。这是德国政府高层首次访问反对派占领的地区。访问中他为德国在联合国利比亚问题上投弃权票进行辩护，说德国为利比亚做了许多人道主义的工作，因此盟国尊重德国的选择。他随专机带了不少援助物资，并承诺德国今后将向利比亚新政府提供1500万欧元的人道援助。
6月14日，6月12日曾以私人身份访问过利比亚的国际象棋联合会主席伊柳姆日诺夫在莫斯科说，卡扎菲在与他会见时表示，愿意在没有任何前提条件的情况下与北约及利比亚反对派谈判；卡扎菲在会谈中曾表示，他不会离开利比亚，他自己被打死或北约对利发动地面战争，利比亚将分裂为东西两部分并陷入长期内战；他也愿意根据利比亚人民的愿望，同意把利比亚变成总统制或者议会制国家。
6月16日，卡扎菲的二子赛义夫在接受一家意大利媒体采访时表示，卡扎菲同意在三个月内或最长年底之前接受选举，与他人竞争利比亚领导人职位，但这些选举需要在欧盟、非盟、联合国甚至北约等国际组织和国家机构的监督下完成，须保证公开、公正、透明，不能存在舞弊，不过他并没有说这次选举会以什么方式投票。自卡扎菲上台后，利比亚从没有举行过全国选举，目前尚没有固定的选举机制。有利比亚问题专家认为，这种选举提议只是卡扎菲使的计谋，借此以“离间”西方国家为打击利比亚结成的同盟。同日，美国国务院女发言人维多利亚·纽兰在例行新闻发布会上对此表示，卡扎菲现在提出任何提议都为时已晚。她说：“卡扎菲和他的圈子提出任何民主变革的提议都有点晚。现在是他下台的时候了。”“卡扎菲时日已经不多”。
同日，西班牙政府以卡扎菲政府压迫平民为由宣布驱逐利比亚大使。西班牙外交部在声明中表示：“西班牙政府决定终止由的黎波里当局指派的大使的任务，由于持续压迫利比亚人民，卡扎菲政权已经失去了所有合法性。”声明称利比亚大使已被告知有10天时间离开西班牙领土。
6月22日，正在班加西访问的丹麦外交大臣埃斯珀森在举行的记者招待会上表示，卡扎菲政权已经失去了合法性。在当前的过渡时期，丹麦将“全国过渡委员会”视为利比亚人民的唯一合法代表，愿意支持其在保护平民和战后重建等方面的工作。
6月25日，据BBC报道，包括守门员在内的利比亚国家足球队的4名主要成员，同足球圈内另外13人，乘车投奔利比亚西部，集体变节投向反对派。在米苏拉塔前线的反对派战士得知消息后，士气大振并鸣枪庆祝。
同日，“全国过渡委员会”举行了一个新闻发布会，委员会副主席库卡在会上说，他们在24号刚刚收到38名卡扎菲政府官员叛逃的消息，其中包括6名高官，他说：“我们每天都会收到关于利比亚军方和政府官员叛逃的消息，比如说昨天刚刚就有38人逃到了突尼斯。”这说明卡扎菲日渐被人孤立。
6月27日，国际刑事法院以危害人类罪对卡扎菲、二子赛义夫以及情报部门负责人阿卜杜拉·塞努西（Abdullah Senussi）发布了逮捕令，指控他们在镇压今年二月的民众抗议活动中实施了谋杀和迫害平民的行为。卡扎菲由此成为继苏丹总统巴希尔之后第二位遭到国际刑事法院通缉的在位国家领导人。该法院第一预审分庭认为有必要逮捕三人，目的在于确保他们到庭接受审判，使他们不再继续阻碍和威胁法庭的调查，同时防止他们利用权力继续实施处于国际刑事法院管辖范围内的罪行。利比亚并非《国际刑事法院罗马规约》缔约国，安理会是在2011年2月26日通过了第1970号决议，将利比亚情势移交国际刑事法院处理的。
当天晚上，利比亚司法部对逮捕令发表声明，称北约“肉体消灭卡扎菲”的行为已构成战争罪，应该在国际刑事法庭受审。同时称利比亚没有批准《罗马规约》，因此不承认国际刑事法院。
6月28日，国际刑事法院检察官奥坎波在罗马就27日决定对卡扎菲等三人签发逮捕令后发表谈话指出，虽然利比亚不是《罗马规约》的缔约国，但作为联合国的会员国，利比亚应该遵守安理会1970号决议，与国际刑事法庭和检察官进行充分合作，在执行逮捕令方面负有主要责任。他指出，在执行逮捕令方面有两种途径，卡扎菲圈内人士是一种：他们可以成为问题的一部分，将来受到起诉；他们也可以成为解决问题的一部分，与其他利比亚人民一起共同制止犯罪。另一种途径是全国过渡委员会已表示愿意执行逮捕令。他表示如果卡扎菲抵达《罗马规约》缔约国境内，当事国应将其逮捕，并且检察官办公室将继续调查利比亚自2011年2月15日以来发生的其他犯罪案件，特别是被指称的强奸和掩盖犯罪的行为，并准备将来在现有案件的基础上提出新的指控。
同日，保加利亚和克罗地亚外交部当日在班加西发表联合声明，正式承认“全国过渡委员会”为利比亚人民的合法代表，至此已有20个国家的政府承认了反对派政权。保加利亚外长姆拉德诺夫当天对班加西进行了短暂访问，与“过渡委员会”的主要领导人举行了会晤。他在会后举行的记者招待会上表示，卡扎菲政权已经失去合法性，他本人必须立即下台。保加利亚和克罗地亚作为北约成员国，将全力支持“全国过渡委员会”领导利比亚人民建设一个民主、包容的国家。克罗地亚外交和欧洲一体化事务部长扬德罗科维奇的个人代表参加了访问和会见活动。

### 7月
7月1日晚，卡扎菲发表录音讲话，呼吁北约立即停止对利比亚的空袭，否则利比亚军队会向地中海和欧洲发动“蝗虫和蜜蜂般的进攻”。
7月8日，利比亚官方电视台播放卡扎菲的讲话录音，他再次威胁向欧洲本土发动袭击，以报复北约对利比亚的空袭。
7月12日，法国国民议会和法国参议院当天投票表决同意延长对利比亚的军事行动。法国总理弗朗索瓦·菲永在议会表决时称，卡扎菲准备下台，利比亚危机的政治解决方案正在成形。
7月28日，贾利勒在班加西举行的新闻发布上宣布，涉嫌枪杀反对派武装部队总指挥官阿卜杜·法塔赫·尤尼斯及其两名助手的主犯已被逮捕。

### 8月
攻克首都
8月16日，在北约空中力量的帮助下，反对派已经对的黎波里周边的一些关键城镇持续了两天的进攻并占领重要据点，并在南部和西部对首都展开包围之势。他们也开始切断首都的燃料补给线，为接下来的围攻做准备。
反对派武装于8月20日开始进攻的黎波里，最終於8月28日完全佔領該城。而卡扎菲、五子穆·坦塞姆等人则于8月21日逃往老家苏尔特，二子赛义夫·卡扎菲逃往拜尼沃利德继续指挥战斗。

### 9月-10月
最后的围困战
当利比亚全国过渡委员会刚刚夺下首都的黎波里，卡扎菲还在坚持抵抗时，俄罗斯便在2011年9月1日就正式承认得到西方各国支持的“过渡委”成为利比亚唯一的合法政权。9月12日，中华人民共和国外交部向利比亚“全国过渡委员会”通报了对其承认的决定。
在中华人民共和国和俄罗斯相继承认“过渡委”为利比亚唯一合法政府之后，利比亚全国过渡委员会控制的石油公司的发言人通过电话向道琼斯通讯社表示：“那些曾经长期支持卡扎菲政权、对利比亚全国过渡委员会采取敌对立场的国家，今后在利比亚将难以获得新的石油勘探特许权，这些国家包括印度、中（华人民共和）国和俄罗斯。”
过渡委部队于9月15日开始进攻被卡扎菲势力控制的利北部锡德拉湾沿岸的港口城市苏尔特（苏尔特是卡扎菲的故乡，另外两座城市——南部沙漠城市塞卜哈于9月21日、首都东南方的拜尼沃利德于10月17日才被过渡委部队控制）。
9月16日，第66届联合国大会以114票赞成、17票反对、15票弃权的结果，同意利比亚过渡委为利比亚在联合国的合法代表。同日，安理会通过2009号决议，决定设立联合国利比亚支助团，并调整了1973号决议中的制裁事项。
卡扎菲部队曾打退过渡委部队的三次进攻，过渡委部队在第四次进攻中取得胜利。10月20日早晨，被围困的卡扎菲和五子穆坦塞姆率领的剩余部队在向西试图逃离苏尔特时遇到北约的空袭，后来被过渡委士兵抓获击毙。经过一个多月的激烈战斗，苏尔特受到严重的破坏，许多建筑完全被毁。
10月23日，利比亚执政当局和数万民众在班加西的Kish广场举行庆祝全国解放的仪式。过渡委表示：将在1个月内组建临时政府；在8个月内举行大选以组建利比亚国民议会，然后负责起草新宪法和组建过渡政府，直至举行首次总统选举。

### 11月
2011年11月19日，利比亚执政当局武装在利南部塞卜哈地区的小镇奥巴里成功抓获卡扎菲次子赛义夫，他的手上包着绷带（認為是在北约一次空袭中炸伤的），落网时他正试图与数名随从逃往邻国尼日尔。利过渡委执委会主席阿卜杜勒·凯卜在利比亚南部城市津坦说：“今天对所有利比亚人来说是一个历史性的时刻，赛义夫落网是对我们过去数个月内所付出努力的回报”，“我向所有利比亚人民和国际社会保证，赛义夫及其追随者将受到公正的审判”。

## 死伤情况
2011年10月2日，过渡委宣布自2月15日以来，共计25000人死亡，因此整个过程的死亡数字在2.5万到3万人之间。
下面是各方公布的死亡数字：
| 组织             | 死亡人数      | 统计日期          |
| ---------------- | ------------- | ----------------- |
| 世界卫生组织     | 2,000 死亡    | 2月15日 – 3月2日  |
| 国际人权联合会   | 3,000 死亡    | 2月15日 – 3月5日  |
| 利比亚人权联盟   | 6,000 死亡    | 2月15日 – 3月5日  |
| 全国过渡委员会   | 10,000 死亡   | 2月15日 – 4月12日 |
| 联合国人权委员会 | 10,000–15,000 | 2月15日 – 6月9日  |
| 半岛电视台       | 13,000 死亡   | 2月15日 – 6月18日 |
| 全国过渡委员会   | 30,000 死亡   | 2月15日 – 9月8日  |
| 全国过渡委员会   | 25,000 死亡   | 2月15日 – 10月2日 |

## 战后清洗
2012年2月9日纽约时报记者shadid透露，利比亚已有200多个民兵组织分布在全国各地，其中米苏拉塔帮是最让利比亚人讨厌的民兵组织，他们攻击黑人难民，经常殴打杀害民众以及其他民兵人员。过渡政府虽然承认这些事实，但是也表态管不了他们。很多人在监狱中死去。
国际独立调查团2012年1月27报告中透露，北约飞机在扎维耶、Sibrata、胡姆斯、兹利坦、米蘇拉塔、Tawergha、苏尔特有针对性轰炸民用场所甚至学校，造成许多人伤亡。在Tawergha，利政府民兵强行驱赶当地黑人，甚至迫害。对抓获的前政府军战俘，更是无視法律程序便杀害，包括使用割喉这些残忍刑法。一个现政府的官员私下透露，利比亚人至少50万人伤亡和失踪或被秘密关押，死亡已达到5万左右。而这场战争是由美国中情局资助的伊斯兰恐怖分子挑起，现在已经演变成部落军阀混战。而国际刑事法庭对此装聋作哑。
2012年1月28日英国著名媒体《每日电讯》报道，拜尼沃利德居民最近几月已有成千上万人被政府民兵拖走，抢夺他们的财产，强暴他们的妻子，当地民众对现政府恨之入骨。
俄罗斯英文国际媒体今日俄罗斯2012年10月27日报道：根据城内线人所说，利比亚政府军以清剿卡扎菲势力残余为名继续围攻拜尼沃利德，并禁止任何人包括西方国家记者进拜尼沃利德城区。还有来自沙特、埃及、卡塔尔、土耳其的雇佣军帮助其攻打当地。他们还使用卡扎菲都没敢使用的化学武器。很多居民房屋被摧毁，平民死伤很多，无法统计。当地一些居民说，这些政府军很多都是外国人，不少是雇佣军，这算是政府吗？联合国在哪里，欧盟在哪里，美国政府在哪里？

## 各方反应

### 国际组织
- 联合国：联合国秘书长潘基文声明向平民使用炸弹的行为会构成触犯国际人权法的严重犯罪，并且会受到联合国秘书处的长期谴责，且他本人对此表示严重的愤慨。[213]2011年2月18日，联合国人权高级委员会的皮萊（Navi Pillay）谴责利比亚政府军对平民的暴力行为。[214]2月26日，联合国安理会理事國一致通過第1970号决议，对发生在利比亚的混乱局势表示严重关切。3月7日，联合国负责人道主义事务的副秘书长阿莫斯(Valerie Amos)表示，利比亚当前的政治危机和暴力冲突将导致100万人（大约40万人需要离开利比亚，利比亚境内还有约60万人需要援助）需要人道主义援助。为此，阿莫斯呼吁国际社会为利比亚的人道主义需求提供总额为1亿6000万美元的紧急募捐呼吁。[215]4月5日，联合国人道协调厅将经过调整后的捐款总额将近翻了一番，达到３亿1080万美元。[216]5月18日，联合国人道事务协调厅表示，近210万人受到了利比亚危机的影响，需要得到紧急人道主义援助，因此，联合国决定将利比亚人道募捐呼吁金额从原来的3亿1千万上调至4亿零780万美元。协调厅表示，目前需要紧急人道主义援助的人包括利比亚境内160万人和越过边境逃往埃及和突尼斯的50万人。协调员莫姆齐斯（Panos Moumtzis）表示，冲突导致包括食品、医疗用品、现金和燃料等必备生活用品的普遍短缺。迅速变化的局势和在利比亚日益加强的军事行动决定了需要对原来的募捐进行一定的修改。莫姆齐斯指出，人道协调厅对利比亚西部地区的情况尤为关注，因为80%的人口居住在那里，但目前为止援助物资无法抵达那里。[217]
- 欧洲联盟：2011年2月20日和21日，欧盟对外政策高级代表凱瑟琳·艾希頓谴责利比亚当局对和平示威群众的暴力镇压造成的巨大伤亡事件，并称利比亚政府须通过公开对话有诚意的接受利比亚民众的一系列改革要求和终止对利比亚人向欧盟的不正常移民的阻挠行为，欧盟与利比亚人民站在一起。[218][219]
- 阿拉伯国家联盟：2011年2月22日，该组织谴责利比亚政府军队对和平示威群众的血腥镇压。[220][221]同日晚间，在开罗举行的一次阿拉伯联盟的紧急峰会上，联盟秘书长莫薩（Amr Moussa）宣布利比亚的资格已经被联盟开除。[222]3月21日，在联军进行军事干预后，在开罗与联合国秘书长潘基文联合召开的记者会上阿盟秘书长姆沙说，他尊重联合国议案授权对利比亚采取的军事行动，并呼吁保护平民的安全。[223]
- 非洲联盟：2011年3月25日，非盟委员会主席让平在一次公开演讲中表示，利比亚必须进行政治改革，他相信利比亚政府能够与反对派武装达成一致意见。利比亚已开始进入一个全面的过渡期，最终让利比亚进入民主选举时代。[224]26日，非盟向阿盟通报其提出的关于解决利比亚问题的五点路线图计划，主要包括：保护平民和结束敌对行动；保障受影响的人群接受人道主义援助；启动不同政党之间的对话，朝着结束危机方向努力；建立有广泛代表性的过渡时期和启动必要的政治改革，满足利比亚人民的诉求等内容。[225]
- 北大西洋公约组织：2011年3月27日，北约决定全面接管联合国安理会决议授权的所有针对利比亚的军事行动。[115]

### 主要國家

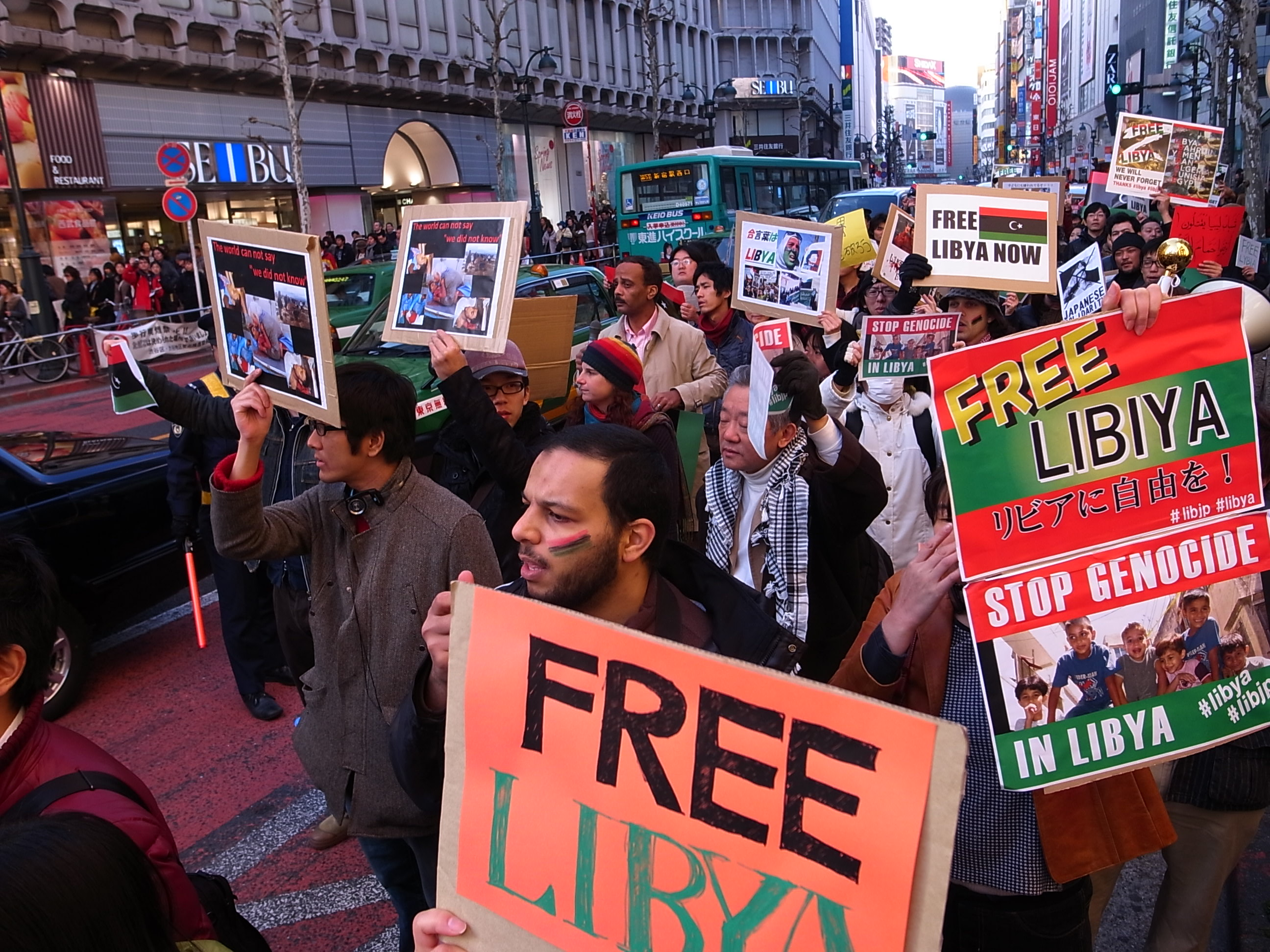
2011年2月26日东京举行的反卡达菲游行，人们高举“解放利比亚”等标语。

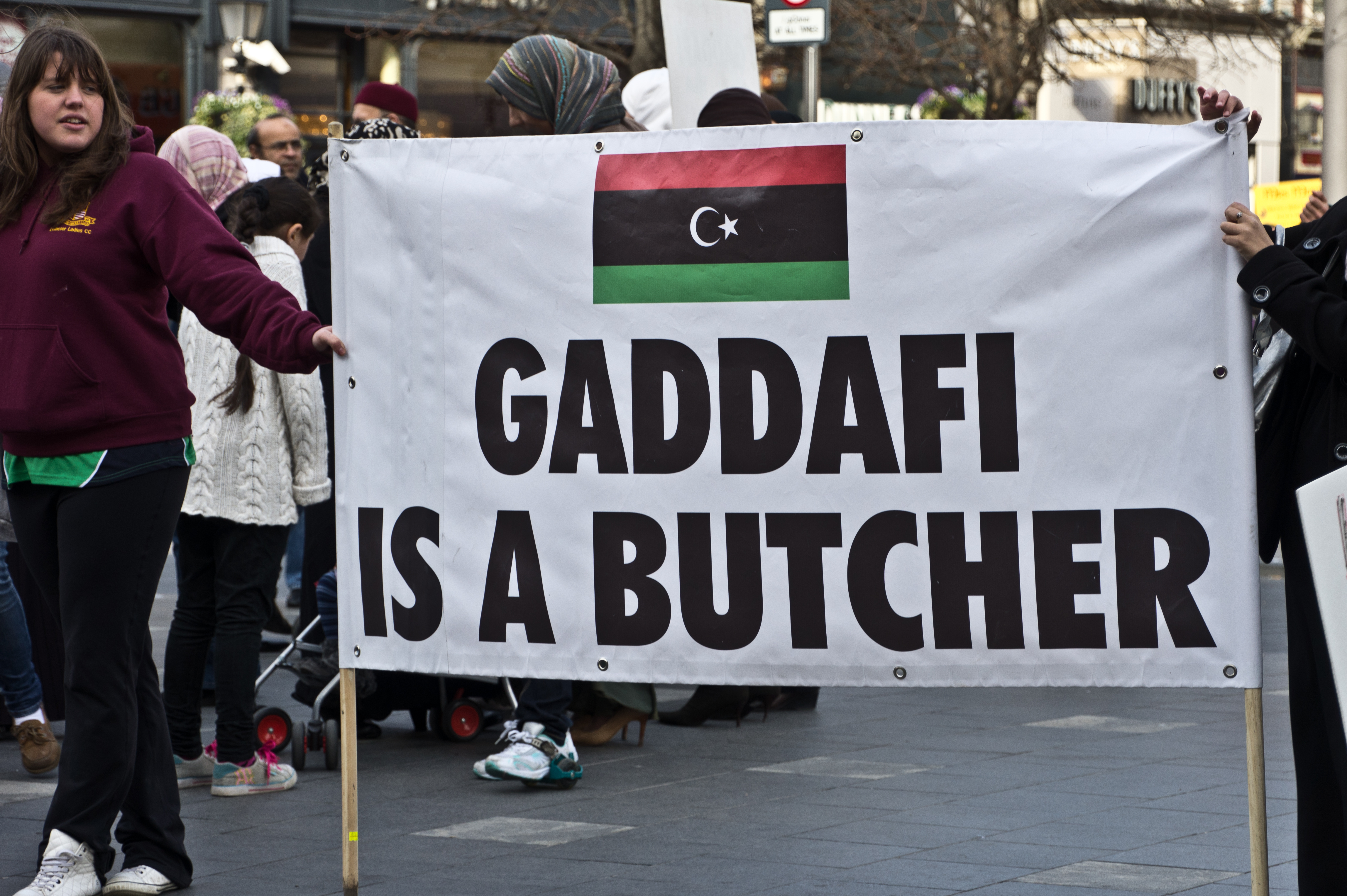
2011年3月19日都柏林举行的反卡达菲集会活动，标语写道“卡达菲是个屠夫”。

- 美国：總統奧巴馬譴責巴林、也門、利比亞三國武力鎮壓示威活動，呼籲這些國家的政府保持克制，並尊重民眾和平示威的權利；[226]國務卿希拉里2月20號接受美國廣播公司訪問時，譴責利比亞及巴林鎮壓和平示威，她又促請巴林盡快推行改革，又指暴力鎮壓絕對不能接受，希望民眾集會及表達自由得到保障。[227]參議員季爾（Jon Kyl）和柯克（Mark Kirk）聲明他們已經敦促總統清晰地表達出他們對於利比亞民眾的支持，[228]美國國務院已要求駐利大使館僱員的家人和所有美國公民離開利比亞。[229]2016年1月，美国最新解密的希拉里邮件显示，西方国家军事干预利比亚的一个重要而不曾明说的原因是，利比亚丰富的黄金和石油储备[230]。
- 中国：中華人民共和國外交部於2011年2月22日表示，中國正關注利比亞的局勢，希望其社會早日恢復穩定。[231]同日，中共中央總書記胡錦濤和國務院總理溫家寶分別代表中共中央和國務院作出指示和批示，要求有關方面迅即採取切實有效措施，保障中國駐利比亞人員生命財產安全。國務院決定成立由副總理張德江任總指揮的應急指揮部，負責組織協調人員撤離及有關安全保障工作。[232]2月23日，中國政府派出包機接中國駐利比亞人員及在利比亚的华侨回國；[233]据报道，此次救援活动为冷战后最大的撤侨活动，中国政府动用了海陆空三路全力救援深陷冲突的36,000多名中国公民。[234][235]2月25日，经中央军委批准，正在亚丁湾索马里海域执行护航任务的中国海军第七批护航编队“徐州号”导弹护卫舰已启程赶赴利比亚附近海域，为撤离中国在利比亚被困人员的船舶提供支持和保护。[236][237]2011年6月9日，中国外交部发言人承认利比亚反对派代表已到达北京与中国政府会谈。[174]9月12日，中华人民共和国外交部向利比亚“全国过渡委员会”通报了对其承认的决定。[194]当中国和俄罗斯在卡扎菲还在继续抵抗时便相继承认“过渡委”为利比亚唯一合法政府之后，利比亚全国过渡委员会控制的石油公司的发言人通过电话向道琼斯通讯社表示：“那些曾经长期支持卡扎菲政权、对利比亚全国过渡委员会采取敌对立场的国家，今后在利比亚将难以获得新的石油勘探特许权，这些国家包括印度、中国和俄罗斯。”[195]
- 俄羅斯：2011年3月17日，普京与梅德韦杰夫的俄罗斯政府在联合国安理会关于制裁利比亚卡扎菲政权的聯合國安全理事會第1973號決議投票中，跟中华人民共和国一起棄權，不反對美国提出的加大对卡扎菲政权制裁力度的要求。[238] 早在当年5月卡扎菲政权与反对者交战正酣、难分胜负之时，俄罗斯外交部长谢尔盖·拉夫罗夫便表示承认得到美国给予的武器援助的利比亚反对派政权——利比亚全国过渡委员会为合法对话伙伴。[239]而当利比亚全国过渡委员会刚刚夺下首都的黎波里，卡扎菲还在坚持抵抗时，俄罗斯便在2011年9月1日就正式承认得到西方各国支持的“过渡委”成为利比亚唯一的合法政权。[193]当中国和俄罗斯在卡扎菲还在继续抵抗时便相继承认“过渡委”为利比亚唯一合法政府之后，利比亚全国过渡委员会控制的石油公司的发言人通过电话向道琼斯通讯社表示：“那些曾经长期支持卡扎菲政权、对利比亚全国过渡委员会采取敌对立场的国家，今后在利比亚将难以获得新的石油勘探特许权，这些国家包括印度、中国和俄罗斯。”[195]
- 英国：英國首相戴維·卡梅倫批評利比亞政府對示威者採取的做法是錯誤和不能接受的，外長夏偉林強調英國譴責利比亞政府的做法，並期待其他國家也同樣譴責利比亞政府，[218]英國政府並宣佈已經廢除了跟利比亞之間的武器出口許可。[240]2011年2月22日，皇家海軍軍艦HMS Cumberland（英语：HMS Cumberland (F85)）已經出發並部署到利比亞的海域附近以備解救英國國民。2011年7月27日，英国政府承认利比亚反对派代表利比亚国家过渡委员会为国家合法政权，并驱逐卡扎菲政权派驻伦敦的外交官[241]。
- 德国：德國總理默克爾在新聞發佈會上表示，卡扎菲已向人民宣戰。若其不停止鎮壓，她將支持制裁利比亞。[242]
- 義大利：2011年2月21日，總理貝盧斯科尼說針對示威者的武力攻擊是難以接受的，他呼籲歐盟應該採取行動以避免利比亞陷入內戰。[243]同日外長佛朗哥·弗拉蒂尼聲稱：由於意大利是最接近突尼斯和利比亞的鄰國，所以他非常關注地中海南部發生的移民現象，並稱利比亞議會應該盡快採取憲法方面的改革[218]。
- 法國：駐歐盟事務處秘書瓦奎茲（Laurent Wauquiez）描述武力鎮壓是完全不能接受的，[218]總統薩科奇說暴力行為必須立即停止，總理弗朗索瓦·菲永描述自己已經被嚴重的暴力行為震驚了。法國政府也宣佈他們已於2011年2月22日派出軍隊以轉移本國在利比亞的公民。[244]
- 西班牙：2011年2月20日，西班牙外長希梅內絲（Trinidad Jiménez）緊急約見了歐盟外長，並在歐洲議會上聲明應盡快轉移滯留在利比亞的歐盟公民。[245]
- 日本：2011年2月22日，日本外相前原誠司聲明利比亞政府採取的嚴重暴力行為違背了公民的民主權利，應該立即停止。[246]

## 影响

### 对全球经济的影响
2011年2月24日，纽交所四月原油期货合约攀升到每桶100美元，为两年来高点。最终结算价98.10美元，涨2.68美元，涨幅2.8%。
2011年2月25日，国际能源机构发布报告说：利比亚局势紧张导致原油日产量减少85万桶，比24日估计的日均减少50万至75万桶更为严重，本周原油价格因此急剧攀升。
2011年2月26日，安哥拉和尼日利亚主要石油负责人表示，利比亚的石油缺口无法在短期内弥补。

### 軍閥割據與第二次內戰
卡扎菲被推翻後，利比亞陷入軍閥割據的局面，經濟一落千丈；恐怖組織伊斯蘭國也趁機在利比亞建立根據地。

### 馬里北部衝突與博科聖地活動加劇
利比亞內戰導致原由軍方保管的大量武器彈藥流失，部分最後落入其它非洲國家的反政府武裝分子手上。歐洲外交委員會的專家托阿爾多（Mattia Toaldo）認為利比亞武器外流是造成马里北部冲突的其中一個原因。乍得總統伊德里斯·德比對德國之聲表示：「卡扎菲死了，利比亞落入了武裝團伙手中，造成的亂局卻要由非洲承受後果。」德比指出：「曾經和平的國家如今卻遭到尼日利亞恐怖組織博科聖地肆虐，對此歐洲必須為此承擔責任，因為武器都來自利比亞，而且博科聖地戰士在卡扎菲死後也是在那裡接受訓練。」

### 往歐洲的偷渡潮
利比亞受卡扎菲統治時，從利比亞經地中海北上歐洲的偷渡活動受到壓制。自從卡扎菲被推翻後，利比亞陷入長期動盪，對偷渡活動中門大開，吸引偷渡集團招攬大量偷渡者從利比亞乘船出發，經地中海進入歐洲。

## 延伸閱讀
- 维基泄密披露卡达菲家族的产业利益 卡达菲8子争产（页面存档备份，存于）．联合早报网，2011-02-24
- 专家：部落分权将左右利比亚局势（页面存档备份，存于）．联合早报网，2011-02-24
- 利比亚东部居民长期受卡达菲打压（页面存档备份，存于）．联合早报网，2011-02-25
- 王龙．卡达菲何以走向穷途末路（页面存档备份，存于）．联合早报网，2011-03-17
- Marwan Muasher．关于阿拉伯的谬论与事实（页面存档备份，存于）．联合早报网，2011-03-19
- 美国为何最终支持军事干预利比亚（页面存档备份，存于）.华尔街日报，2011-03-19
- 避免利比亚成伊拉克第二（页面存档备份，存于）.星岛日报，2011-03-21
- 周慧来.传统主权已成过去式（页面存档备份，存于）．联合早报网，2011-03-23
- 利反政府武装实力弱：缺乏指挥 没有经验 缺少武器（页面存档备份，存于）．凤凰网，2011-03-23
- 风险评估机构分析员：联军空袭难推翻卡达菲（页面存档备份，存于）．联合早报网，2011-03-23
- 国防分析家：行动若持续数月 利比亚禁飞区或耗费逾超过10亿美元（页面存档备份，存于）．联合早报网，2011-03-24
- 多国冻结卡扎菲家族资产（页面存档备份，存于）．凤凰网，2011-03-25
- 苏玉兰.利比亚 另一伊拉克？（页面存档备份，存于）．联合早报网，2011-03-27
- 美智库：利比亚真正战场还是在地面（页面存档备份，存于）．凤凰网，2011-03-27
- 卡达菲部队被指 造“联军炸死平民”假象（页面存档备份，存于）．联合早报网，2011-03-28
- 卡达菲部队士兵称被洗脑（页面存档备份，存于）．联合早报网，2011-03-28
- 奥巴马总统就利比亚局势向全国发表讲话．美国联邦政府官方网站，2011-03-28（中文）
- 储昭根. 奥巴马该不该介入利比亚？（页面存档备份，存于）．联合早报网，2011-03-31
- 卡扎菲的枪杆子掌握在自己和儿子手里（页面存档备份，存于）．凤凰网，2011-04-02
- 利比亚反对派武装开始“整编”（页面存档备份，存于）．凤凰网，2011-04-02
- 舒彤.卡扎菲：永远革命，终于家天下．财新网，2011-04-02
- 没有卡扎菲的班加西：禁书重见天日 历史回到现实（页面存档备份，存于）．凤凰网，2011-05-21
- 利比亚各方模拟“卡扎菲最后结局”．环球网，2011-06-11
- 利比亚部落长老：反抗卡扎菲让后代拥有自由（页面存档备份，存于）．凤凰网，2011-07-08
- 利比亚见闻：他们为什么对卡扎菲恨之入骨．南方人物周刊，2011-07-25
- 林明理. 卡扎菲的倒台再次告诉世界什么真理（页面存档备份，存于）．联合早报网，2011-08-22
- 国际在线．卡扎菲时代的结束是利比亚人民的选择（页面存档备份，存于）．环球网，2011-08-23
- 丁力．从“民本”到“民主”：利比亚人民获得最终胜利（页面存档备份，存于）．经济观察报，2011-08-29
- 強人殞落 各國獨裁政權挫勒等．海峽國際網，2011-10-21

## 外部連結
- 联合国官方网站-利比亚焦点新闻（页面存档备份，存于）（简体中文）
- 2011利比亚内战视频辑（页面存档备份，存于）.liveleak.com
- 利比亚内战视频集（简体中文）
- 利比亚战场图片（页面存档备份，存于）. The Atlantic.
- . Al Jazeera English.   [2011-03-20]. （原始内容存档于2012-07-15）.
- . Al Jazeera English.   [2011-03-20]. （原始内容存档于2011-02-27）.
- . BBC新闻.   [2011-03-20]. （原始内容存档于2011-03-18）.
- . 卫报 (英国).   [2011-03-20]. （原始内容存档于2011-03-22）.
- . 纽约时报.   [2011-03-20]. （原始内容存档于2013-06-07）.
- . 路透社.   [2011-03-20]. （原始内容存档于2011-03-20）.
- . RIA Novosti.   [2011-03-20]. （原始内容存档于2011-02-27）.
- . Der Spiegel.   [2011-03-20]. （原始内容存档于2011-03-08）.